# تلصص على كلمات المرور
التلصص على كلمات المرور (بالإنجليزية: Password cracking)‏ تعني في استخراج المعمى وأمن الحاسوب هي عملية استعادة كلمات المرور التي خُزّنت في نظام الحاسوب.
هناك أسلوب شائع يسمى (هجوم القوة العمياء) وهو محاولات تخمين وتجربة كل كلمات المرور المحتمله لفك النص المشفر.
الغرض من التلصص على كلمات المرور قد يكون لمساعدة المستخدمين في إعادة كلمة المرور المنسية (وضع كلمة مرور جديدة أقل خطرا من الناحية الأمنية)، أو قد يكون للوصول الغير مصرح به للنظام كالوصول إلى معلومات مصرفيه، أو كإجراء وقائي من قبل مسؤولي النظام للتحقق من وجود كلمات مرور قابلة للتلصص بسهولة.
هناك الكثير من الأدوات المستخدمة للتلصص على كلمة المرور، الأكثر شيوعًا آيركراك-إن جي، وكاين، وجون ذا ريبر، وهاش كات [الإنجليزية]، وهيدرا [الإنجليزية]، وديف غرول [الإنجليزية] وإلكوم سوفت [الإنجليزية].